# Bacchisa flavescens
Bacchisa flavescens là một loài bọ cánh cứng trong họ Cerambycidae.